# Испитни јуан
Испитни јуан (кин: 考試院, Kǎoshì Yuàn) је највиши службенички орган у Републици Кини (Тајвану).
Формиран је од стране кинеских националиста не почетку 20. вијека и заснован је на систему царских испита који су се користили у древној Кини.